# One Piece: Pirate Warriors
One Piece: Pirate Warriors  (ワンピース: 海賊無双  Wan Pisu: Kaizoku Muso?) es un videojuego para la consola PlayStation 3 basado en el popular manganime One Piece.

## Historia
La historia nos adentra en las aventuras de los Piratas del Sombrero de Paja a través de Grand Line recogiendo, de forma bastante fiel al anime, las principales batallas a las que se han enfrentado Luffy y sus compañeros. Comienza con el reencuentro de la tripulación en el Archipiélago Sabaody dos años después de su separación y continúa contándonos, como si fuera un flashback, las aventuras que vivieron hasta llegar a este punto. Estos recuerdos nos llevan desde los inicios de la banda con la historia de Buggy el payaso hasta la épica guerra de Marineford, pasando por Arabasta, Enies Lobby o la prisión submarina de Impel Down entre otros. Aun así, se han omitido algunas partes importantes de la historia, siendo las más destacadas las sagas de Skypiea y Thriller Bark.

## Jugabilidad
Antes de comenzar cada capítulo del modo principal, elegimos a nuestro personaje. Cada uno de ellos posee ataques diferentes y poderes de mayor o menor alcance, siendo un reto el llegar a sacar el máximo partido de cada personaje a lo largo de la aventura. Una vez elegido a nuestro héroe (o heroína), debemos conducirlo a lo largo de los niveles sacados brillantemente del universo de One Piece mientras combatimos contra numerosos enemigos (que se repiten continuamente) que no nos dejan ni un segundo de respiro. En determinados momentos de la batalla, se nos presentan pequeñas misiones que debemos realizar para poder avanzar con éxito, como alcanzar una determinada zona, ayudar a un compañero o derrotar a un enemigo concreto. Al final del nivel, nos espera el correspondiente enemigo final al que debemos vencer.

## Personajes

### Personajes jugables
- Monkey D. Luffy (Antes y después del Salto Temporal)
- Roronoa Zoro (Antes y después del Salto Temporal)
- Nami (Antes del Salto Temporal)
- Usopp (Antes del Salto Temporal)
- Sanji (Antes y después del Salto Temporal)
- Tony Tony Chopper (Antes del Salto Temporal)
- Nico Robin (Antes del Salto Temporal)
- Franky (Antes del Salto Temporal)
- Brook (Antes del Salto Temporal)
- Jinbei (Antes del Salto Temporal)
- Boa Hancock
- Portgas D. Ace
- Edward Newgate

### Aliados
- Buggy
- Galdino
- Bentham
- Crocodile

## Enemigos

### Jefes
- Buggy
- Dracule Mihawk
- Don Krieg
- Hatchan
- Arlong
- Lapahns
- Wapol
- Mr. 3
- Mr. 2
- Crocodile
- Franky
- Blueno
- Jabura
- Kaku
- Rob Lucci
- Pacifista
- Sentomaru
- Bartholomew Kuma
- Minotauro
- Hannyabal
- Magellan
- Marshall D. Teach
- Borsalino
- Kuzan
- Sakazuki

### Enemigos comunes
- Marines
- Agentes del Gobierno Mundial
- Guardias de Impel Down
- Piratas
- Hombres-Pez (Piratas de Arlong)

## Localizaciones
- Arabasta
- Enies Lobby
- Impel Down
- Ciudad Orange
- Water 7
- Marineford
- Archipiélago Sabaody
- Isla de Drum
- Restaurante Baratie
- Villa Cocoyashi

## Contenido descargable
Desde el lanzamiento del juego, se han puesto a la venta diez paquetes de contenido descargable o DLC.
- Primer DLC:  Traje de samurái para Luffy y una nueva misión en la que debemos derrotar a 1000 enemigos en 10 minutos y finalmente acabar con Buggy.
- Segundo DLC: Traje de Nami con kimono y una nueva misión en la que los piratas del East Blue se enfrentan a los piratas de Grand Line.
- Tercer DLC: Traje de samurái]] para Zoro y una nueva misión en la que hay que golpear a los enemigos lo menos posible y finalmente derrotar a Mihawk.
- Cuarto DLC: Traje de Emperatriz de Amazon LiLy para Boa Hancock y una nueva misión en la que debemos derrotar a Wapol y a Barbanegra.
- Quinto DLC: Traje de Sanji con kimono y una nueva misión en la que debemos derrotar a Hatchan, Arlong, Blueno, Jabra, Kaku, Rob Lucci, Minotauro, Hannyabal y Magellan.
- Sexto DLC: Traje de Nico Robin con kimono y una nueva misión en la que debemos derrotar a Crocodile, Blueno, Jabra, Kaku, Rob Lucci y Kuzan (los personajes con los que Robin ha tenido conflictos).
- Séptimo DLC: Traje de Tony Tony Chopper con kimono y una nueva misión en la que debemos aliarnos con Kuzan o Sakazuki y derrotar al que no hayas elegido.
- Octavo DLC: Traje de Nami en la película Strong World y una nueva misión en la que debemos derrotar a  Pacifistas, Sentoumarou, Borsalino, Kuzan y Sakazuki.
- Noveno DLC: Traje de campesino de época feudal para Usopp y una nueva misión en la que derrotar a todos los jefes principales del juego.
- Decimo DLC: Traje de Portgas D. Ace en la película Strong World y una nueva misión en la que debemos derrotar a todos los jefes del juego y pelear contra 9999 enemigos comunes.

## Trivia
- Es el primer videojuego de One Piece para PlayStation 3.
- La historia del juego no incluye las sagas de Alvida, Morgan, Kuro, Logue Town, Whisky Peaks, Little Garden, Jaya, Skypiea, el Davy Back Fight y Thriller Bark.
- Las ausencias de las sagas anteriormente mencionadas y de personajes fundamentales afectaron significativamente la valoración del juego por parte de los fanes.
- Se ha lanzado una secuela del juego bajo el título One Piece: Pirate Warriors 2 en el que se han solucionado los pequeños bugs que tiene el One Piece: Pirate Warriors y se ha creado una historia ficticia llamada "dream history" supervisada por el propio Oda que hará las delicias de cualquier seguidor del manganime One Piece.